# Athrips amoenella
Athrips amoenella is een vlinder uit de familie tastermotten (Gelechiidae). De wetenschappelijke naam is voor het eerst geldig gepubliceerd in 1882 door Frey.
De soort komt voor in Europa.